# Axel Mariault
Axel Mariault (Liffré, 7 juni 1998) is een Frans wielrenner die in 2025 bij CIC-U-Nantes rijdt.

## Carrière
Tussen 2019 en 2022 reed Mariault voor Team U Nantes Atlantique, dat in 2022 een continentale licentie verkreeg. In 2021 werd hij nationaal kampioen bij de amateurs. Na een seizoen waarin hij onder meer zeventiende werd in het eindklassement van de Ronde van de Ain en negende in dat van de Ronde van de Limousin werd Mariault in 2023 prof bij Cofidis. Zijn debuut voor de ploeg maakte hij in de Ronde van Saoedi-Arabië. In oktober van dat jaar reed hij zijn eerste Monument: in de Ronde van Lombardije kwam hij buiten tijd over de finish.

## Resultaten in voornaamste wedstrijden
| Jaar | Amstel Gold Race | Luik-Bast.‑Luik | Ronde van Lombardije | Strade Bianche |
| ---- | ---------------- | --------------- | -------------------- | -------------- |
| 2023 |                  |                 | buit.tijd            | 103e           |
| 2024 | opgave           | 116e            |                      | opgave         |

## Ploegen
- 2022 –  Team U Nantes Atlantique
- 2023 –  Cofidis
- 2024 –  Cofidis
- 2025 –  CIC-U-Nantes

Allegaert · Bidard · Carvalho · Champion · Cimolai · Consonni · Coquard · Delettre · Fernández · Finé · Geschke · Jesús Herrada · José Herrada · Izagirre · Kreder · Lafay · Lastra · Mariault · Martin · Noppe · Perez · Périchon · Renard · Rochas · Thomas · Toumire · Wallays · Walscheid · Wood · Zingle · Gudnitz (stagiair) · Knight (stagiair) · Larmet (stagiair)
Allegaert · Aniołkowski · Champion · Coquard · De Gendt · Debeaumarché · Elissonde · Fernández · Finé · Fretin · Geschke · Gougeard · Hermans · Herrada · G. Izagirre · J. Izagirre · Knight · Lastra · Mahoudo · Mariault · Martin · Noppe · Oldani · Perez · Renard · Robeet · Thomas · Toumire · Wood · Zingle · Coppens (stagiair) · Gruszczynski (stagiair) · Larmet (stagiair)